# Виде, Эдвин
Эми́ль Э́двин Ви́де (швед. Emil Edvin Wide; 22 февраля 1896, Кимито, Або-Бьёрнеборгская губерния — 19 июня 1996, Стокгольм) — шведский бегун финского происхождения на средние и длинные дистанции, неоднократный призёр Олимпийских Игр и мировой рекордсмен по лёгкой атлетике.

## Биография
Виде родился в 1896 году на острове Чимиту (тогда называвшемся Чимито) в одноимённой коммуне Або-Бьёрнеборгской губернии Великого княжества Финляндского (ныне это в коммуне Кимиёнсаари провинции Варсинайс-Суоми Финляндии). В 1918 году, когда в Финляндии была гражданская война, он переселился в Швецию. С 1920 года работал учителем (позднее директором школы) в пригороде Энчёпинга Лундбю.

### Олимпийские игры 1924
11 июля Виде выиграл свой полуфинал командного бега на 3000 метров. Но остальные члены команды не финишировали, и, таким образом, финал прошёл без сборной Швеции.
Назавтра во время кросса в Париже было +45° (+38° в тени). Трасса была проложена недалеко от свалки кухонных отбросов. Из 38 участников финишировало 15; 8 человек покинули трассу на носилках. Лидировавший в начале бега, Виде присоединился к черневшим вдоль трассы павшим в жаркой битве при Коломбе. Ошибочно было сообщено, что он умер в госпитале.
Первым был Пааво Нурми, вторым, через полторы минуты, финишировал Вилле Ритола. Зрелище произвело тяжелое впечатление на присутствовавших. После этого кросс был исключен из программы Игр.

### После спорта
Виде прекратил выступления в 1930 году. За год до этого он женился и прожил с Акселиной до своей смерти в 1996 году. Похоронен на кладбище Бромма в Стокгольме.

## Факты
Виде — один из немногих бегунов мирового уровня, проживших более 100 лет. В молодости он сильно опасался туберкулеза, который нанес большой ущерб его семье. Но болезни удалось избежать, и Виде оставался довольно активным почти до самой смерти.

## Результаты

### Соревнования
предварительные забеги/соревнования
| Год  | Соревнование            | Город     | Дистанция              | Дата       | Результат             | Место              |
| ---- | ----------------------- | --------- | ---------------------- | ---------- | --------------------- | ------------------ |
| 1920 | Летние Олимпийские игры | Антверпен | 1500 м                 | 18 августа | 4.03,8                | 4 NQ (полуфинал 1) |
| 1920 | Летние Олимпийские игры | Антверпен | 3000 м (командный бег) | 21 августа | —                     | — (11)             |
| 1920 | Летние Олимпийские игры | Антверпен | 3000 м (командный бег) | 22 августа | 24                    | III                |
| 1924 | Летние Олимпийские игры | Париж     | 5000 м                 | 8 июля     | 15.24,0               | 2 Q (полуфинал 3)  |
| 1924 | Летние Олимпийские игры | Париж     | 5000 м                 | 10 июля    | 15.01,8               | III                |
| 1924 | Летние Олимпийские игры | Париж     | 10 000 м               | 6 июля     | 30.55,2               | II                 |
| 1924 | Летние Олимпийские игры | Париж     | 3000 м (командный бег) | 11 июля    | 21 (полуфинал 2)      | 3 NQ               |
| 1924 | Летние Олимпийские игры | Париж     | кросс 10,650 км        | 12 июля    | DNF (личный зачёт)    | —                  |
| 1924 | Летние Олимпийские игры | Париж     | кросс 10,650 км        | 12 июля    | DNF (командный зачёт) | —                  |
| 1928 | Летние Олимпийские игры | Амстердам | 1500 м                 | 1 августа  | [уточнить]            | 3 NQ (забег 5)     |
| 1928 | Летние Олимпийские игры | Амстердам | 5000 м                 | 31 июля    | 15.05,0               | 2 Q (полуфинал 3)  |
| 1928 | Летние Олимпийские игры | Амстердам | 5000 м                 | 3 августа  | 14.41,2 (14.41,1)     | III                |
| 1928 | Летние Олимпийские игры | Амстердам | 10 000 м               | 29 июля    | 31.00,8               | III                |

### Рекорды
| Дистанция                               | Время        | Город        | Дата         |
| Рекорды мира                            | Рекорды мира | Рекорды мира | Рекорды мира |
| --------------------------------------- | ------------ | ------------ | ------------ |
| 2000 м                                  | 5.26,0       | Стокгольм    | 11.06.1925   |
| 3000 м                                  | 8.27,6       | Хальмстад    | 7.06.1925    |
| 2 мили                                  | 9.08,4       | Крамфорс     | 23.06.1925   |
| 2 мили                                  | 9.01,4       | Берлин       | 12.09.1926   |
| 4x1500 м                                | 15.27,2      | Норрчёпинг   | 2.08.1925    |
| Рекорды Швеции (не являющиеся мировыми) |              |              |              |
| 1500 м                                  | 3.54,2       | Стокгольм    | 23.08.1923   |
| 1500 м                                  | 3.51,8       | Берлин       | 11.09.1926   |
| 3 мили                                  | 14.13,6      |              | 1922         |
| 5000 м                                  | 14.44,1      | Стокгольм    | 18.06.1923   |
| 5000 м                                  | 14.40,4      | Стокгольм    | 18.06.1925   |
| 10 000 м                                | 30.55,2      | Париж        | 6.07.1924    |

1. ↑  Состав команды «IF Linnéa»[швед.]: Хельге Адамссон[швед.] — 4.14,5, Йёста Фосселиус[швед.] — 4.10,2, Гуннар Фосселиус[швед.] — 4.06,0, Эдвин Виде — 4.05,2

## Награды
- Золотая медаль[швед.] газеты Svenska Dagbladet (1926, вместе с Арне Боргом[швед.]).

## Память
- Улица Видегатан (Widegatan) в Энчёпинге.
- Клуб SK Vide (основан 14 января 1941 года).
- Бюст работы Ингрид Геййер-Рённингберг[швед.], находится на стадионе в Валхаллавёген[швед.] (Стокгольм).
- Скульптура Löpare (Бегуны) (автор Карл Элдх[англ.], 1937) изображает схватку между Нурми и Виде.

### Комментарии
1. 1 2  Состав команды: Эрик Бакман — 2, Свен Лундгрен[швед.] — 10, Эдвин Виде — 12
2. ↑  не вошёл в зачёт команды
3. ↑  Состав команды: Эдвин Виде — 1, Аксель Эрикссон[англ.] — 8, Свен Лундгрен[швед.] — 12